# The Velvet Underground & Nico
The Velvet Underground & Nico ist das Debütalbum der experimentellen Rockband The Velvet Underground mit der deutschen Sängerin Nico. Es wurde von Andy Warhol produziert und im März 1967 von Verve Records veröffentlicht. The Velvet Underground & Nico wird zu den bedeutendsten Alben der Popgeschichte gezählt und belegt in diversen Bestenlisten vordere Plätze.

## Stil und Bedeutung

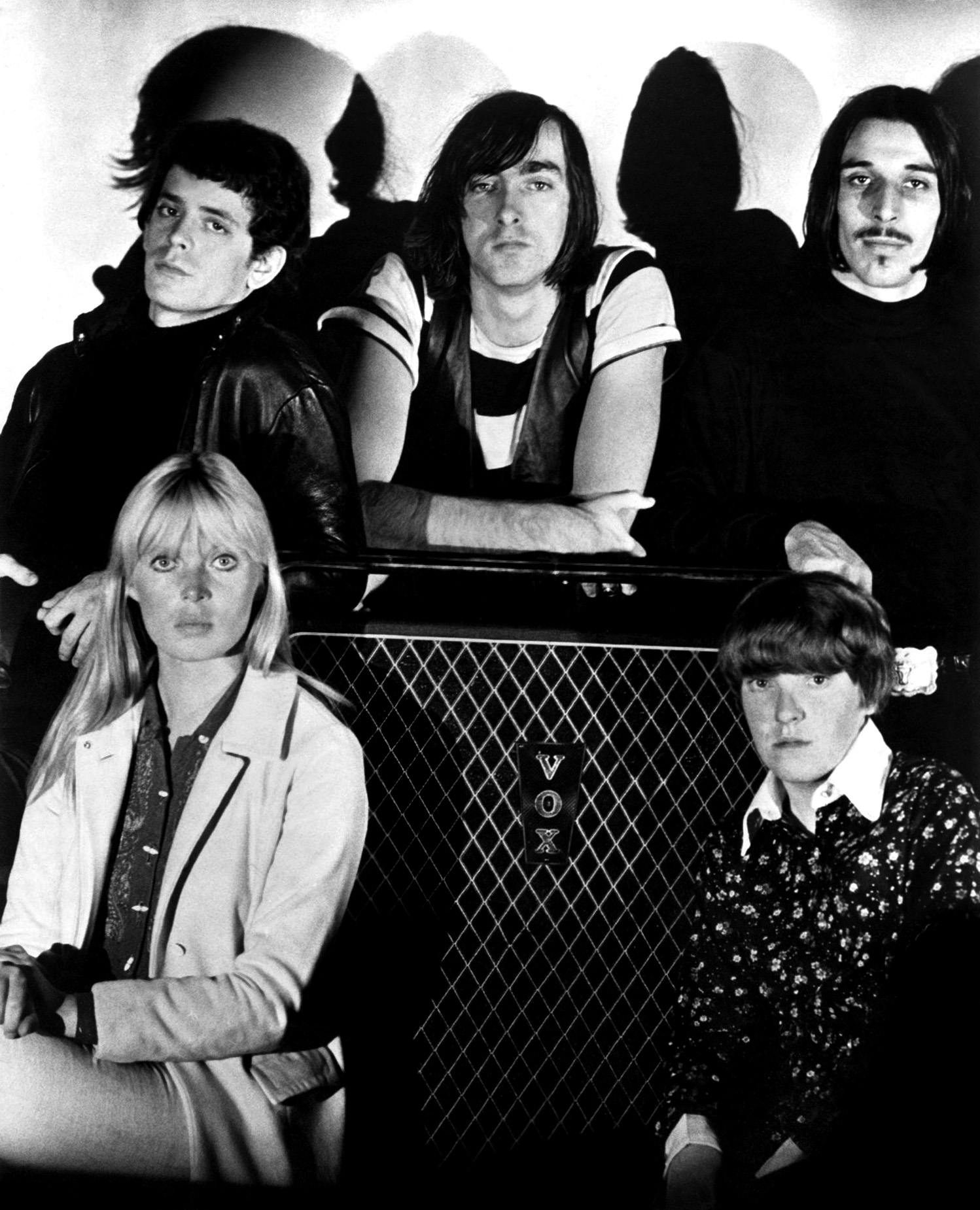
The Velvet Underground & Nico (ca. 1966)

Das sogenannte „Bananenalbum“ wurde komplett von Warhol produziert, gestaltet und vermarktet. In einem Interview mit dem Rolling-Stone-Journalisten David Fricke erklärte Lou Reed 1989, Warhols Beitrag habe darin bestanden, durch seinen bloßen Namen Mitarbeiter der Plattenfirma davon abzuhalten, sich in die Produktion einzumischen. Das Album sei von der Band selbst produziert worden, einzig bei Sunday Morning habe Tom Wilson produziert, „but he couldn’t undo what we had already done“.  Neben The Velvet Underground wirkte auch die Sängerin Nico mit, die eine kurze Liebesbeziehung mit Lou Reed hatte. Es blieb Nicos einzige Zusammenarbeit mit der Band. Die limitierte Originalauflage bestand aus einem Siebdruck mit einer schälbaren Banane und dem Hinweis „peel slowly and see“.
Charakteristisch für die Musik sind unter anderem die sogenannten Drones (extrem lang gehaltene, gleich bleibende Töne, welche die Harmonik, also die Akkordwechsel der Songs überlagern), wie sie etwa bei Heroin oder Venus in Furs verwendet werden. Diese Drones wurden von John Cale auf seiner elektronisch verstärkten Viola erzeugt. Er schöpfte dabei aus seinen Erfahrungen mit John Cage, La Monte Young und der Minimal Music. Für die damalige Pop- und Rockmusik war eine solch avantgardistische Symbiose aus E-, U- und F-Musik eine radikale Neuerung. Charakteristisch für den Sound von Velvet Underground ist des Weiteren das unkonventionelle, monotone Schlagzeugspiel von Maureen Tucker, das auf den Einsatz von Becken weitgehend verzichtet und durch bewusste agogische Schwankungen auffällt, wie man sie sonst nur aus der klassischen Musik kennt (besonders augenfällig in Heroin), die häufige Wiederholung minimalistischer Improvisationsmotive und ein mit Verzerrern elektronisch stark verfremdeter Sound.
In den Texten beleuchtet Reed wertfrei und realitätsnah die sogenannten „Schattenseiten“ der modernen Konsumgesellschaft – wie etwa Sadomasochismus in dem Song Venus in Furs, der sich auf den gleichnamigen Roman Venus im Pelz von Leopold von Sacher-Masoch bezieht. Femme Fatale hingegen ist eine Hommage an Edie Sedgwick, eine Stil-Ikone der 60er, die in einigen Live-Auftritten der Velvets mitwirkte und zeitweilig Muse von Andy Warhol war. Außerdem wird Drogensucht in den Songs I’m Waiting for the Man und Heroin thematisiert, mit denen Lou Reed unter anderem auf sich selbst reflektierte (wie auch in seinen späteren Soloalben). Die eindringlichen Texte bilden mit der düsteren, experimentellen Musik eine Symbiose, die wohl dazu beigetragen hat, dass Velvet Underground zu den im Nachhinein meist kopierten Rockgruppen der Musikgeschichte gezählt werden können.  Überdies trug Nico mit dem düsteren Timbre ihrer Stimme (in den Titeln Femme Fatale, All Tomorrow’s Parties und I’ll Be Your Mirror) zur Einmaligkeit des Albums bei.
Dass das Album nur Platz 171 der US-Charts erreichte, war finanziell gesehen ein Desaster. Das Album wurde von Plattenläden und Radiostationen aus dem Programm genommen, da die Texte von brisanten Themen wie Drogenmissbrauch, Prostitution und Sadomasochismus handeln. Die Folge war, dass das Album zur damaligen Zeit kaum wahrgenommen wurde.
Die Originalaufnahme zeichnet in ihren Songtexten ein authentisches Spiegelbild der New Yorker Undergroundszene und skizziert unter anderem das Leben der Factory-Szene um Andy Warhol und seinen Protagonisten, überdies dienten die Stücke des Albums als Untermalung für Warhols Projekt Exploding Plastic Inevitable.

## Cover
Neben Warhol waren „seine Factory-Assistentin Billy Linich […], Paul Morris und Nat Finkelstein sowie Acy R. Lehman von der Designabteilung […] des Art Apartments von MGM“ am Cover-Design der aufklappbaren Schallplattenhülle (Single, Album, Cover) beteiligt. „Die Illustration ‚Banana‘ – auf einem Aufkleber das Bild einer Bananenschale sowie die Vorderseite des Covers aufgedruckte Illustration von Fruchtfleisch – wurde von Warhol konzipiert und erschien bereits 1966 als Tafelbild, das als serigrafischer Prototyp für die Cover-Illustration angesehen werden kann.“
Zu sehen ist auf der Cover-Vorderseite die Abbildung einer schräg aufgerichteten Banane auf weißem Hintergrund. Der Schriftzug „Andy Warhol“ befindet sich am unteren Rand des Albumcovers. Diese und die Information „Peel Slowly and See“ oben rechts am Bananenstiel sind die einzigen textlichen Informationen. Somit gibt es keine Auskunft über den Titel des Albums sowie die des Interpreten.
„Die Textaufschrift ‚Langsam schälen und sehen‘ fordert auf, den als Lasche fungierenden Papier-Bananenstiel zum Abziehen der leicht klebenden ‚Banana‘-Illustration zu benutzen“. Beim Abziehen kommt das Fruchtfleisch der Banane als weitere Illustration zum Vorschein und ist im Gegensatz zur natürlichen Fruchtfleischfarbe doppeldeutig in Farbtonwerten zwischen Dunkelrot und Pink gehalten.
Warhols Name als Credit der Vorderseite der Schallplattenhülle wurde verwendet, um eine zielgerechte Funktion zu erfüllen, und zwar die Assoziation oder „die Vermittlung einer Information bezüglich Warhols und des Albums“ zu fördern.
Das Textelement „Peel Slowly and See“ bezog sich dagegen hauptsächlich auf die Illustration der Banane. Um eventuelle Rückschlüsse auf das Velvet-Underground-Album und seinen Inhalt zu ziehen, mussten dem Rezipienten der Hinweis auf „Andy Warhol“ als erste Information genügen. „Warhol vermarktete sein Produkt mit seinem Namen. Denn das Album, inklusive Cover, ist im unmittelbaren Kontext seiner medialen Projekte von ihm unter Mitarbeit seiner Factory-Mitglieder konzipiert und produziert worden. Den Creditvermerk ‚Andy Warhol‘ richtet er insofern präzise auf seine Urheber- und Produzenten-Position des Albums aus“.
Die Rückseite wurde in Bild- und Textgestaltung streng symmetrisch gestaltet. Das obere Flächenviertel ist als Textbereich angelegt. Analog zu einer herkömmlichen Cover-Vorderseite erscheint dort der Album-Titel, der in diesem Fall identisch mit dem Gruppennamen ist, und der farblich abgesetzte und ebenso in großen Lettern gleichwertig erscheinende Namenszug Warhols mit der Angabe seines Produzenten-Status 1. Das Prinzip, die primären Credits auf der Rückseite zu positionieren, findet sich ansonsten ausschließlich bei einem „Credit Free Cover.“ Ebenso zeigt die Rückseite eine Porträt-Serie der Gruppenmitglieder als Fotografie in einer Live-Szenerie. Diese stehen im Zusammenhang zu den Filmen Warhols, die zu seiner Multimedia-Performance E.P.I. gehören, was an den Licht-, Form und Farbeffekten zu erkennen ist.

## Titelliste
Bis auf die gekennzeichneten Ausnahmen stammen alle Songs aus der Feder von Lou Reed.
Seite 1
1. Sunday Morning (Reed, Cale) – 2:56
2. I’m Waiting for the Man – 4:39
3. Femme Fatale – 2:38
4. Venus in Furs – 5:12
5. Run Run Run – 4:22
6. All Tomorrow’s Parties – 6:00
Seite 2
7. Heroin – 7:12
8. There She Goes Again – 2:41
9. I’ll Be Your Mirror – 2:14
10. The Black Angel’s Death Song (Reed, Cale) – 3:11
11. European Son (Reed, Cale, Morrison, Tucker) – 7:46

## Rezeption
Von seinem Manager Kenneth Pitt, der kurzfristig in Betracht gezogen haben soll, The Velvet Underground zu managen, erhielt der damals kaum bekannte David Bowie bereits 1966 eine Testpressung des noch unveröffentlichten Albums, das ihn enorm beeinflussen sollte. Er schrieb 2002 dazu: „Alles, was ich wirklich über Rockmusik wissen musste, erschloss sich mir plötzlich durch eine einzige unveröffentlichte Platte. […] Mit dem Spaß war es nun offensichtlich vorbei. Das hier war von einer Coolness, die ich nie für möglich gehalten hatte, es war überwältigend.“
Die Musikzeitschrift Rolling Stone wählte The Velvet Underground & Nico 2003 auf Platz 13 und 2020 auf Platz 23 der 500 besten Alben aller Zeiten. Es belegt zudem Platz 3 der 100 besten Debütalben. Die deutschsprachige Ausgabe kürte es 2024 zum besten Album aller Zeiten.
In der Aufstellung der 500 besten Alben aller Zeiten des New Musical Express erreichte es Platz 5.
Pitchfork wählte The Velvet Underground & Nico auf Platz 1 der 200 besten Alben der 1960er Jahre.
In der Auswahl der 200 besten Alben aller Zeiten von Uncut belegt es Platz 4.
Guardians führt es auf Platz 8 der 100 besten Alben aller Zeiten.
Das Magazin Time nahm The Velvet Underground & Nico in die Zusammenstellung der 100 wichtigsten Alben auf.
Es gehört zu den 1001 Albums You Must Hear Before You Die.
The Observer wählte das Debütalbum auf Platz 1 der 50 Alben, welche die Musik verändert haben.
Das Album wurde 2006 in die National Recording Registry der Library of Congress und 2008 in die Grammy Hall of Fame aufgenommen.

## Veröffentlichungen

### Erstveröffentlichung 1967
Das Album erschien erstmals im März 1967 auf Schallplatte über das Label Verve Records.

### Erstveröffentlichungen auf CD
Eine CD-Version wurde 1986 von Verve und remastered 1996 von Polydor Records veröffentlicht. Beide Editionen führen die gleiche Titelliste wie die Erstveröffentlichung auf LP.

### 45th Anniversary Edition
Zum 45. Jubiläum des Albums erschienen im Oktober 2012 mehrere erneut remasterte Neuauflagen des Albums. Die Veröffentlichung erfolgte über Polydor Records und die Universal Music Group.
The Velvet Underground and Nico (45th Anniversary)
Die Liste der Stücke ist identisch mit der Erstveröffentlichung.
The Velvet Underground and Nico (45th Anniversary Deluxe Edition)
Die Doppel-CD enthält die Stereoversion des Originalalbums sowie fünf alternative Abmischungen einzelner Stücke.
1. Sunday Morning (2:55)
2. I’m Waiting For The Man (4:39)
3. Femme Fatale (Album Version (Stereo)) (2:39)
4. Venus In Furs (Album Version (Stereo)) (5:12)
5. Run Run Run (Album Version (Stereo)) (4:22)
6. All Tomorrow’s Parties (Album Version (Stereo)) (5:59)
7. Heroin (Album Version (Stereo)) (7:13)
8. There She Goes Again (Album Version (Stereo)) (2:41)
9. I’ll Be Your Mirror (Album Version (Stereo)) (2:14)
10. Black Angel’s Death Song (Album Version (Stereo)) (3:12)
11. European Son (Album Version (Stereo)) (7:47)
12. All Tomorrow’s Parties (Alternate Single Voice Version) (5:57)
13. European Son (Alternate Version) (9:06)
14. Heroin (Alternate Version) (6:17)
15. All Tomorrow’s Parties (Alternate Instrumental Mix) (5:52)
16. I’ll Be Your Mirror (Alternate Mix) (2:20)

The Velvet Underground and Nico (45th Anniversary Super Deluxe Edition)
Auf insgesamt sechs CDs sind in dieser Version neben dem Originalalbum in der Stereo- und Monofassung auch Nicos Debütalbum „Chelsea Girl“ sowie seltene Aufnahmen von 1966 enthalten.

### High Resolution Audio
2010 veröffentlichte Universal The Velvet Underground & Nico auf SACD in Japan. 2013 brachten Verve und Universal das Album in hochauflösender Tonqualität („High Fidelity Pure Audio“) auf Blu-ray Disc auf den Markt. Das Album ist zudem im verlustfreien FLAC-Format als Download erhältlich.